# 鮑爾賽特 (密蘇里州)
鮑爾賽特（英語：Powersite）是位於美國密蘇里州托尼縣的非建制地區。

## 歷史
鮑爾賽特的郵局自1913年營運至今。

## 地理
鮑爾賽特所處的海拔為高於海平面280米（即919英呎），而該地所採用的時區為UTC-6，即北美中部時區（CST）。同時該地設有夏令時間，為UTC-6調快一小時，即UTC-5（CDT）。